# Flávio Antioquiano (prefeito pretoriano)
Flávio Antioquiano (falecido em março de 222) foi um cavaleiro romano que floresceu durante o reinado do imperador Septímio Severo e seus filhos. Ele foi nomeado para uma série de cargos imperiais, sendo o mais importante prefeito pretoriano sob o imperador romano Heliogábalo.
Antiochianus serviu como prefeito de uma coorte auxiliar na Germânia Superior em 211 e, posteriormente, de outra na Mauritânia Cesariense. Ele voltou a Roma para servir como prefeito pretoriano antes de 222, ano em que Heliogábalo foi assassinado. De acordo com a Historia Augusta, Antiochianus defendeu Elagabalus contra pretorianos que pretendiam matá-lo, confrontando os soldados que procuravam o imperador nos Jardins de Spes Vetus, lembrando-os de seu juramento ao imperador e persuadindo-os a não matá-lo. Ele pode ter sido um dos associados de Heliogábalo assassinado após a morte do imperador.